# Песчанка (Клинцовский район)
Песчанка — село в Клинцовском районе Брянской области в составе Смолевичского сельского поселения.

## География
Находится в западной части Брянской области на расстоянии приблизительно 12 км на север по прямой от районного центра города Клинцы.

## История
Основана Енько-Даровскими в конце XVIII века как деревня Еньковка (Янковка). название произошло потому, что здесь есть бедные песчаные почвы. Здесь был развит бондарный промысел.
В 1859 году здесь (село Суражского уезда Черниговской губернии) учтено было 40 дворов, в 1892—83 двора.
В 1920—1930 годах здесь была своя церковь. 
В 1929 году в Песчанке был организован колхоз «Волна революции». Его организатором выступил житель д. Суббовичи Яшенко Остап Романович, который был первым руководителем, проработал около года. В Песчанке коллективизация проходила плавно. Было объявлено, что те семьи, которые не вступят в колхоз, будут обложены продовольственным налогам в 500 пудов хлеба и 2 тонны картошки, а при не выполнении данного налога будут ссылаться в Сибирь на поселение. Размеры данного налога были не под силу жителям, и они вступили в колхоз. Три семьи отказались от коллективизации, были раскулачены и сосланы в ссылку.
В середине XX века работал колхоз «Волна революции». 

## Население
Численность населения: 290 человек (1859), 509 человек (1892), 244 человека (2002), 252 человека (2010), 239 человек (2013).